# Hannah Cifers
Hannah Cifers (Oxford, Carolina del Norte; 26 de junio de 1992) es una artista marcial mixta estadounidense que compite en la división de peso paja. Anteriormente peleó en Ultimate Fighting Championship (UFC).

## Carrera de artes marciales mixtas
Cifers hizo su debut profesional en las artes marciales mixtas en 2013. Luchó bajo varias promociones y acumuló un récord de 8-2 antes de ser fichada por Ultimate Fighting Championship.

### Ultimate Fighting Championship
Cifers hizo su debut promocional el 10 de noviembre de 2018, reemplazando a una lesionada Maia Stevenson con poca antelación, en UFC Fight Night: Korean Zombie vs. Rodríguez contra Maycee Barber. Perdió la pelea por nocaut técnico.
El 2 de marzo de 2019, Cifers se enfrentó a la brasileña Polyana Viana en UFC 235. Ganó la pelea por decisión dividida.
Cifers se enfrentó a Jodie Esquibel el 17 de agosto de 2019 en UFC 241. Ganó la pelea por decisión unánime.
Cifers estaba programada para enfrentar a Brianna Van Buren el 25 de enero de 2020, en UFC Fight Night: Blaydes vs. dos Santos. Sin embargo, Van Buren fue retirada del evento con una razón no revelada y fue reemplazada por la estadounidense Angela Hill. Perdió la pelea por nocaut técnico en la segunda ronda.
Cifers estaba programada para enfrentarse a Mackenzie Dern el 25 de abril de 2020. Sin embargo, el 9 de abril la promoción anunció que el evento se posponía. El emparejamiento finalmente tuvo lugar el 30 de mayo de 2020, en UFC on ESPN: Woodley vs. Burns. Cifers perdió la pelea a través de una sumisión kneebar en la primera ronda.
Cifers dio un giro rápido solo dos semanas después y se enfrentó a Mariya Agapova el 13 de junio de 2020, en UFC on ESPN: Eye vs. Calvillo, dos semanas después de su último combate. Perdió el combate por sumisión en el primer asalto.
Cifers se enfrentó a Mallory Martin el 29 de agosto de 2020, en UFC Fight Night: Smith vs. Rakić. En el pesaje, Cifers pesó 117 libras, una libra por encima del límite de peso paja para peleas sin título. El combate continuó en el peso de captura y fue multada con el 20 por ciento de su bolsa, que fue a su oponente. Perdió la pelea por estrangulamiento en el segundo asalto.
Se esperaba que Cifers se enfrentara a Emily Whitmire el 27 de febrero de 2021, en UFC Fight Night: Rozenstruik vs. Gane. Sin embargo, Cifers se retiró debido a razones no reveladas y fue reemplazada por Sam Hughes.
Cifers estaba programada para enfrentarse a Melissa Martínez el 10 de septiembre de 2022, en UFC 279. Sin embargo, Cifers se retiró del combate en junio por razones no reveladas.
Después de la noticia de su retirada del combate, se anunció que ya no estaba en la lista de UFC.

## Récord en artes marciales mixtas
| Resultado | Récord | Oponente          | Método                       | Evento                                       | Fecha                    | Ronda | Tiempo | Localización    |
| --------- | ------ | ----------------- | ---------------------------- | -------------------------------------------- | ------------------------ | ----- | ------ | --------------- |
| Derrota   | 10–7   | Mallory Martin    | Sumisión (rear-naked choke)  | UFC Fight Night: Smith vs. Rakić             | 29 de agosto de 2020     | 2     | 1:33   | Las Vegas       |
| Derrota   | 10–6   | Mariya Agapova    | Sumisión (rear-naked choke)  | UFC on ESPN: Eye vs. Calvillo                | 13 de junio de 2020      | 1     | 2:42   | Las Vegas       |
| Derrota   | 10–5   | Mackenzie Dern    | Sumisión (kneebar)           | UFC on ESPN: Woodley vs. Burns               | 30 de mayo de 2020       | 1     | 2:36   | Las Vegas       |
| Derrota   | 10–4   | Angela Hill       | TKO (rodillazos y puñetazos) | UFC Fight Night: Blaydes vs. dos Santos      | 25 de enero de 2020      | 2     | 4:26   | Raleigh         |
| Victoria  | 10–3   | Jodie Esquibel    | Decisión (unánime)           | UFC 241                                      | 17 de agosto de 2019     | 3     | 5:00   | Anaheim         |
| Victoria  | 9–3    | Polyana Viana     | Decisión (split)             | UFC 235                                      | 2 de marzo de 2019       | 3     | 5:00   | Las Vegas       |
| Derrota   | 8–3    | Maycee Barber     | TKO (rodillazos y puñetazos) | UFC Fight Night: Korean Zombie vs. Rodríguez | 10 de noviembre de 2018  | 2     | 2:01   | Denver          |
| Victoria  | 8–2    | Kali Robbins      | TKO (puñetazos)              | Next Level Fight Club 9                      | 22 de septiembre de 2018 | 1     | 4:50   | Greenville      |
| Victoria  | 7–2    | Celine Haga       | TKO (puñetazos)              | Jackson-Wink Fight Night 3                   | 2 de junio de 2018       | 1     | 1:16   | Albuquerque     |
| Victoria  | 6–2    | Thais Souza       | Decisión (unánime)           | Titan FC 47                                  | 15 de diciembre de 2017  | 3     | 5:00   | Fort Lauderdale |
| Victoria  | 5–2    | Andrea Soraluz    | TKO (puñetazos)              | Titan FC 46                                  | 17 de noviembre de 2017  | 2     | 0:58   | Pembroke Pines  |
| Victoria  | 4–2    | Nicole Smith      | KO (puñetazos)               | Next Level Fight Club 8                      | 16 de septiembre de 2017 | 1     | 1:05   | Raleigh         |
| Derrota   | 3–2    | Gillian Robertson | Sumisión (rear-naked choke)  | Next Level Fight Club 7                      | 17 de abril de 2017      | 2     | 4:12   | Raleigh         |
| Victoria  | 3–1    | Ronni Nanney      | Decisión (unánime)           | Fight Lab 52                                 | 10 de diciembre de 2015  | 3     | 5:00   | Charlotte       |
| Victoria  | 2–1    | Miki Rogers       | Decisión (unánime)           | Fight Lab 50                                 | 19 de septiembre de 2015 | 3     | 5:00   | Filadelfia      |
| Victoria  | 1–1    | Rachel Sazoff     | TKO (puñetazos)              | Dead Serious MMA / XCC: Defiant              | 9 de mayo de 2014        | 1     | 1:12   | Greensboro      |
| Derrota   | 0–1    | Heather Jo Clark  | Decisión (unánime)           | XFC 26: Night of Champions                   | 18 de octubre de 2013    | 3     | 5:00   | Nashville       |